# 완도향교
완도향교(莞島鄕校)는 대한민국 전라남도 완도군 완도읍 죽청리에 있는 향교이다. 1984년 2월 29일 전라남도의 문화재자료 제107호로 지정되었다.

## 개요
향교는 공자와 여러 성현께 제사를 지내고 지방민의 교육과 교화를 위해 나라에서 세운 교육기관이다.
완도향교는 광무 1년(1897)에 향토 유사 김광선이 향교 건립을 추진하여 지었다. 그 뒤 여러 번 보수를 거쳐 오늘에 이르고 있다.
건물 배치는 전학후묘 형식을 따르고 있다. 3층 계단식으로 맨 아래에는 학생들이 모여 공부하는 강당인 명륜당, 그 다음에 학생의 기숙사인 동재·서재, 맨 위쪽에는 제사를 지내는 공간인 대성전이 있다.
대성전은 앞면 3칸·옆면 3칸 규모로, 지붕은 옆면에서 볼 때 사람 인(人)자 모양인 맞배지붕이다. 명륜당은 앞면 4칸·옆면 2칸 규모이며, 지붕은 옆면에서 볼 때 여덟 팔(八)자 모양인 팔작지붕으로 지었다.
조선시대에는 나라에서 토지와 노비·책 등을 지원받아 학생을 가르쳤으나, 지금은 교육 기능은 없어지고 제사 기능만 남아 있다.

## 참고 자료
- 완도향교 - 국가유산청 국가유산포털